# 高円寺純情商店街

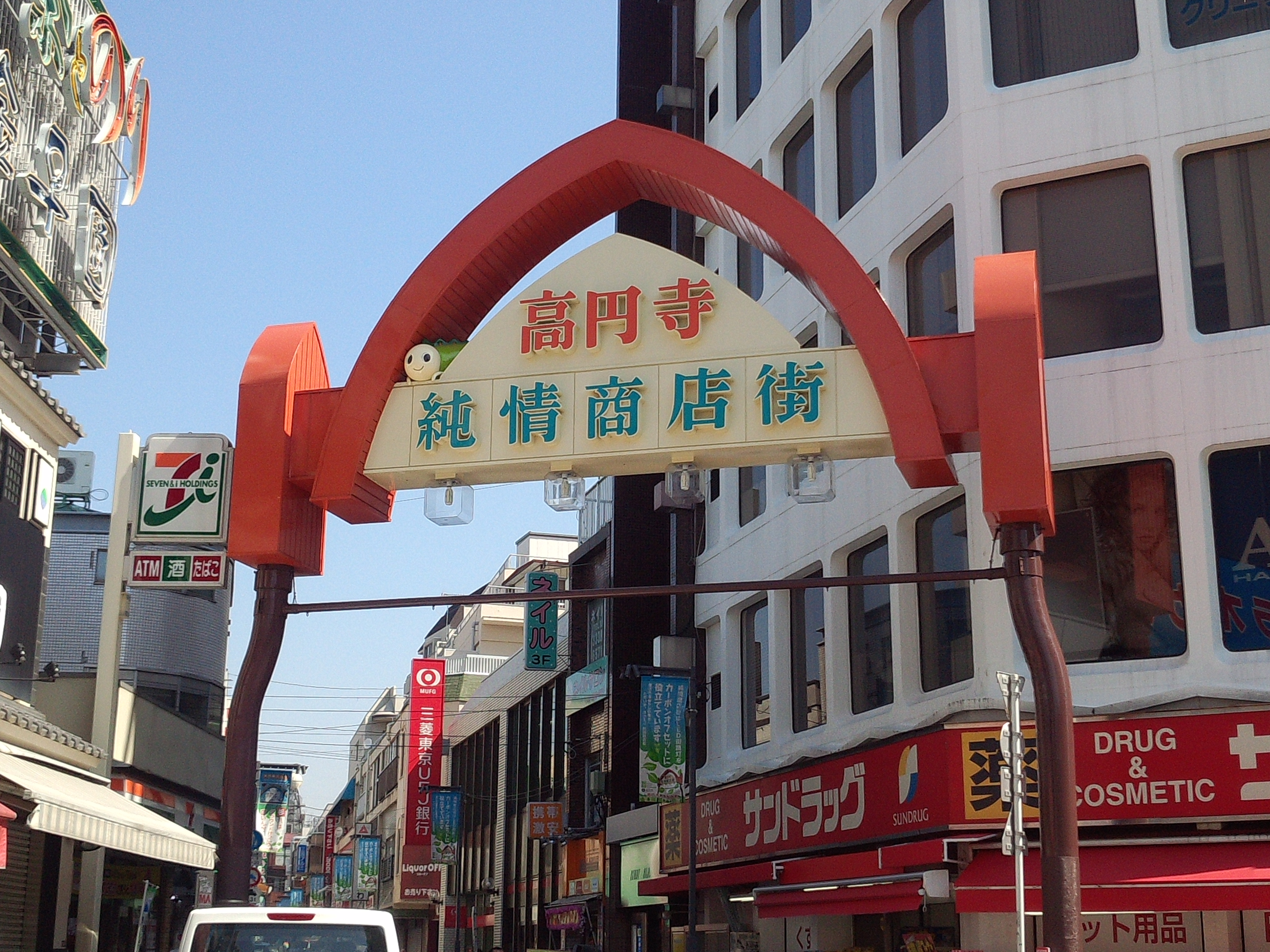
作品の舞台となった、実在する「高円寺純情商店街」（東京都杉並区）

『高円寺純情商店街』（こうえんじじゅんじょうしょうてんがい）は、ねじめ正一の小説作品。1986年から1988年にかけて『小説新潮』に掲載された3篇に書き下ろし3篇を加えた、6篇の連作短篇からなる。1989年に第101回直木賞を受賞した。
また、同作を原作としてテレビ朝日系列で1990年4月12日 - 5月3日に放送されたテレビドラマもある。
ねじめ正一本人の実家の乾物屋と商店街での話が元になっており、小説の舞台となった高円寺に実在する商店街は、以前は『高円寺銀座商店街』としていたが、この作品にちなみ『高円寺純情商店街』と名乗っている。後に教科書にも掲載され、読書感想文の課題図書に挙げる学校も多い。

## あらすじ
舞台は昭和30年代の東京。高円寺北口商店街の「江州屋乾物店」の一人息子・正一は、中学生ながら家業を手伝う毎日である。生活のために乾物屋に従事することを恥ずかしく思っている俳人の父親をはじめ、商店街に住むユニークな人々の暮らしが、江戸の名残りを留める下町情緒とともに描かれる。

## 収録作
- 天狗熱（初出：『小説新潮』1986年8月号）
- 六月の蠅取紙（初出：『小説新潮』1987年9月号）
- もりちゃんのプレハブ（書き下ろし）
- にぼしと口紅（初出：『小説新潮』1988年7月号）
- 富士山の汗（書き下ろし）
- 真冬の金魚（書き下ろし）

## テレビドラマ版

### キャスト
- 正成：藤竜也
- 勝子：市毛良枝
- 留乃：賀原夏子
- 正一：山本昇平（山本耕史の実兄）
- 盛義：哀川翔
- カズ江：松坂季実子
- 沢口靖子
- ビートたけし
- 太宰久雄
- ねじめ正一

### スタッフ
- 原作：ねじめ正一
- 脚本：冨川元文
- 演出：山像信夫
- 主題歌：「上を向いて歩こう」坂本九
- 制作：テレビ朝日

### サブタイトル
1. 初恋はオッパイの味!
2. 石鹸の匂いのするかおりさん…
3. 恋人金魚と友情のストライク!
4. 汗と涙の阿波踊り

| テレビ朝日系 木曜21時台・木曜ドラマ | テレビ朝日系 木曜21時台・木曜ドラマ | テレビ朝日系 木曜21時台・木曜ドラマ |
| 前番組                              | 番組名                              | 次番組                              |
| ----------------------------------- | ----------------------------------- | ----------------------------------- |
| 凪の光景                            | 高円寺純情商店街                    | 自由の丘に私が残った                |